# アンセット・オーストラリア航空
アンセット・オーストラリア航空 (英語: Ansett Australia または Ansett) は、かつて存在したオーストラリアの航空会社。
カンタス航空と共にオーストラリアの主要な国内・国際航空会社であったが、拡大路線の失敗や競争激化による業績悪化などによって2001年に経営破綻し、その後一部路線の運航を再開したものの、2002年3月に運航を完全に停止し、2011年に清算結了した。1999年から倒産するまで、航空連合「スターアライアンス」に加盟していた。

## 概要

旧ロゴ

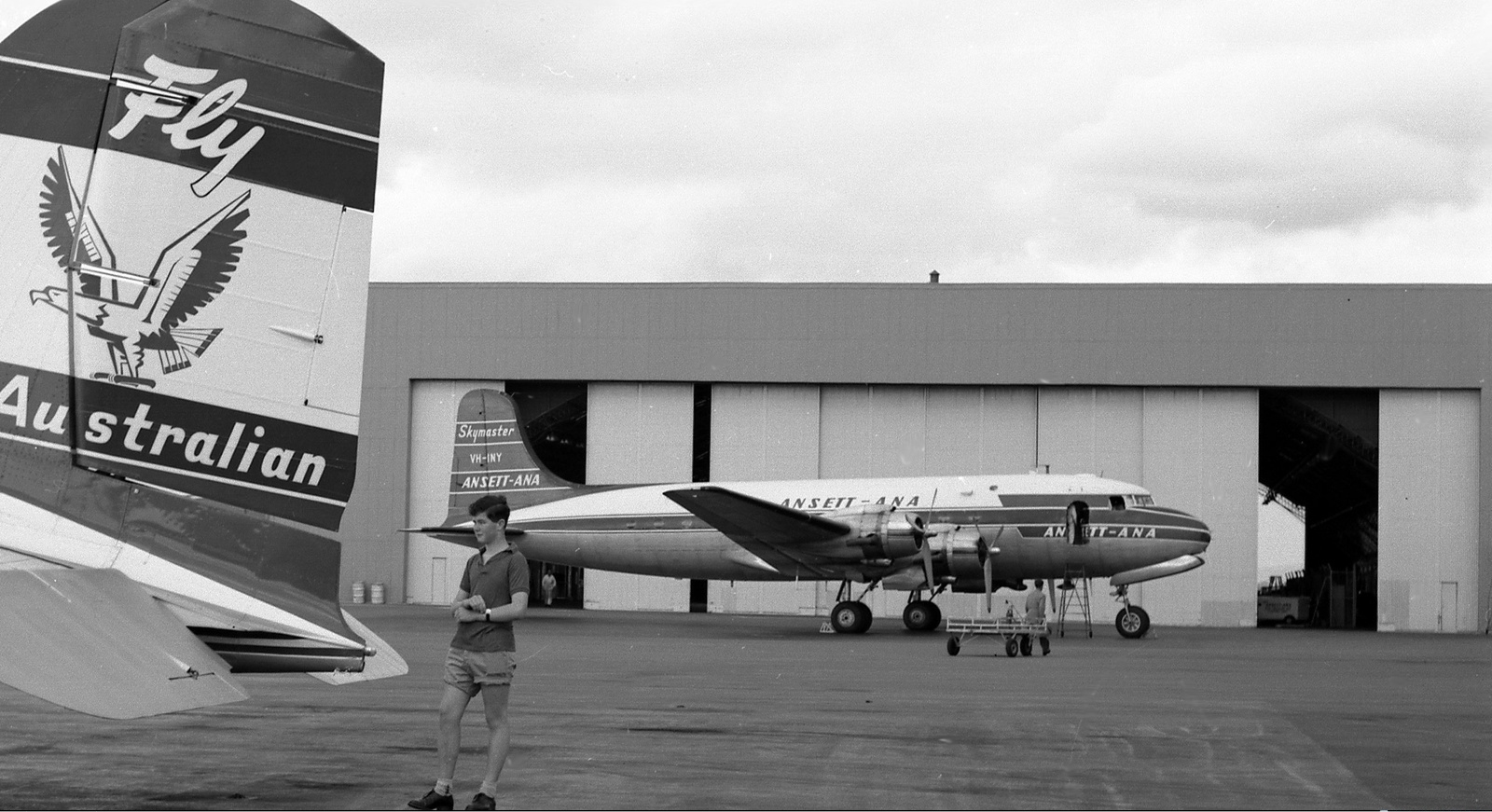
ダグラス DC-4

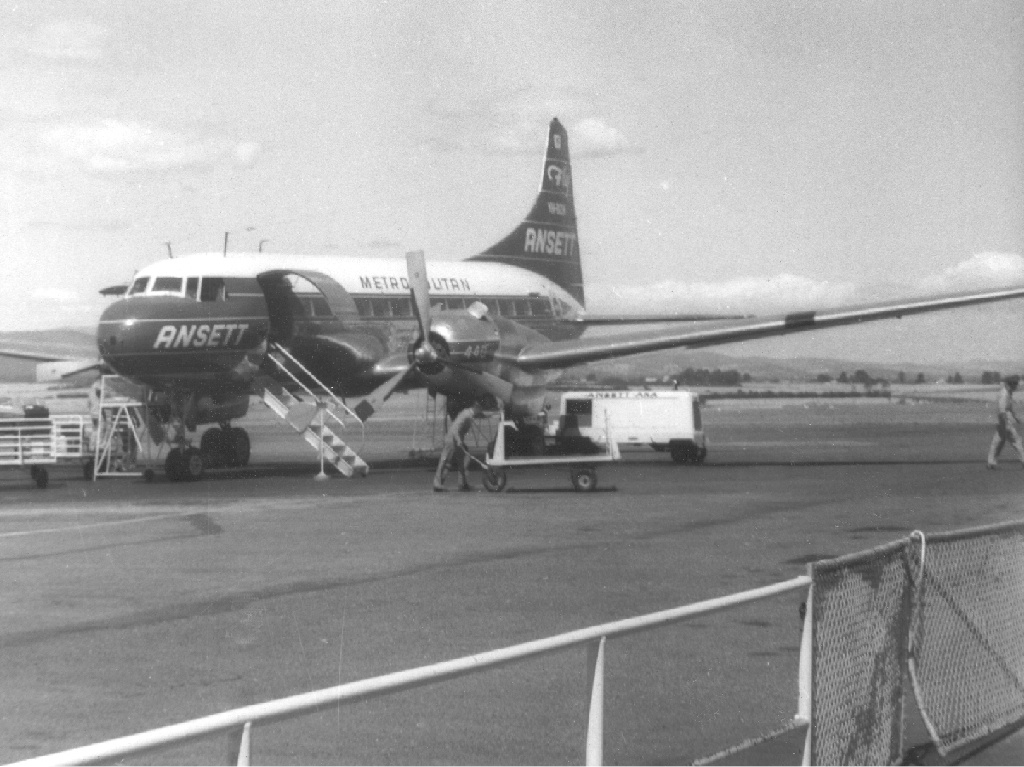
コンベア CV-440

1935年に飛行家で事業家のレジナルド・マイルズ・アンセット (Reginald Miles Ansett) により、アンセット航空 (Ansett Airways Pty Ltd) として創業された。1937年に上場されたが、第二次世界大戦中は米陸軍航空隊に貸し切られていた。戦後、多数の航空会社を併合し、1979年にはTNTとニューズ・コープによって買収され、1980年代には最も繁栄した。1987年には子会社としてアンセット・ニュージーランド航空を設立してニュージーランドに進出し、この他にもアメリカウエスト航空やリゾート事業などへの出資などを行ったが、これらの投資の多くは回収することができなかった。1996年にはニュージーランド航空がTNTの出資分を引き取ったが、この際に独占禁止法への抵触を避けるためにアンセット・ニュージーランド航空はニューズ・コーポレーションに売却された。
1999年にはユナイテッド航空やルフトハンザドイツ航空などが加盟する世界最大の航空連合「スターアライアンス」に加盟した。しかし、その直後に同社の経営は悪化し、2000年2月、同社を50パーセント保有していたニュージーランド航空がニューズ・コーポレーションの出資分を引き取り完全子会社とした。ライバルのカンタス航空やLCCとの競争激化、ボーイング767型機の整備不良による運航見合わせは運転資金を不足させ、さらに機体の老朽化がのしかかった。また数百万ドルを投じてシドニー五輪の公式スポンサー権を取得したが、賢明でない投資と周囲からは見られた。アンセットは親会社であるニュージーランド航空の資金を食いつぶすようになり、ニュージーランド航空自体がニュージーランド政府の救済を受ける事態となった。
2001年9月12日、ニュージーランド航空はアンセット・グループを任意管理に置くことを決定し、アンセットの管財人にプライスウォーターハウスクーパース（PwC）を指定した。そして9月14日早朝、PwCは「アンセットは再建不能」と判断し、子会社のものも含めアンセット・グループの航空便の運航を全て停止した。あまりにも突然の運航停止とカウンター閉鎖のため、あらかじめ国際線のチケットを購入していた多くの人々に被害が及んだ。
その後、連邦政府による債務保証を受けたアンセットは、2001年10月1日にオーストラリアの主要都市間を結ぶ路線に限っての運航を再開した。これは「アンセット・マークII」と呼ばれたが、結局2002年3月4日、すべての運航は最終的に終了した。その後会社清算を行い、2011年8月11日に元従業員たちへの最後の分配を終え、破産処理を結了した。

## 日本におけるアンセット・オーストラリア航空
アンセットは1994年から2001年まで、シドニー（シドニー キングスフォード・スミス 国際空港）→大阪（関西国際空港）→ブリスベン（ブリスベン空港）→シドニー間（運航ルートは環状である）の日本路線を運航していた。機材は当初ボーイング747-300であったが、1999年夏頃からはボーイング747-400に入れ替わっており、共にシンガポール航空からリースされていた機材であった。またボーイング747-400には、すべての座席にパーソナルモニターが設置されていた。
1999年3月には、同じスターアライアンスメンバーである全日本空輸（ANA）が、自社で運航するオーストラリア便（アンセットと同じく、大阪/関西→ブリスベン→シドニー→大阪/関西間）を廃止したため、ANAとのコードシェア便となり、アンセットの機材で共同運航していた。しかし、2001年のアンセットの運航停止に伴い、ANAは同年11月にシドニー営業所を閉鎖。自社運航で東京/羽田 - シドニー線を開設した2015年までオーストラリア路線から撤退することを余儀なくされた。

## 機材
ボーイング製航空機の顧客番号（カスタマーコード）は77であった。
| 機材                         | 数  | 備考                                                           |
| ---------------------------- | --- | -------------------------------------------------------------- |
| エアバスA320                 | 20  | 愛称はアンセットスカイスター                                   |
| BAe 146-200/200QT/300        | 18  | 200/200QTは自社運航, 300はアンセットニュージーランドが運航     |
| ボーイング 727-200F          | 1   | 貨物機                                                         |
| ボーイング 737-300           | 23  |                                                                |
| ボーイング 747-300           | 10  | シンガポール航空からのリース機、愛称はアンセットスペースシップ |
| ボーイング 747-400           | 3   | シンガポール航空からのリース機                                 |
| ボーイング 767-200           | 9   | 3人乗務機仕様                                                  |
| ボーイング 767-300ER         | 4   | 3人乗務機仕様                                                  |
| ボンバルディア CRJ-200       | 12  | ケンデル航空が運航                                             |
| デ・ハビランド・カナダ DHC-6 | 4   | アエロペリカン航空が運航                                       |
| フォッカー 50                | 9   | スカイウェスト航空が運航                                       |
| フォッカー F27               | 1   |                                                                |
| フォッカー F28               | 4   | 倒産前に引退                                                   |
| Saab 340                     | 16  | ケンデル航空とはハゼルトン航空が運航                           |
| Fairchild Metro 23           | 7   | ケンデル航空とはハゼルトン航空が運航                           |
| 合計                         | 130 |                                                                |

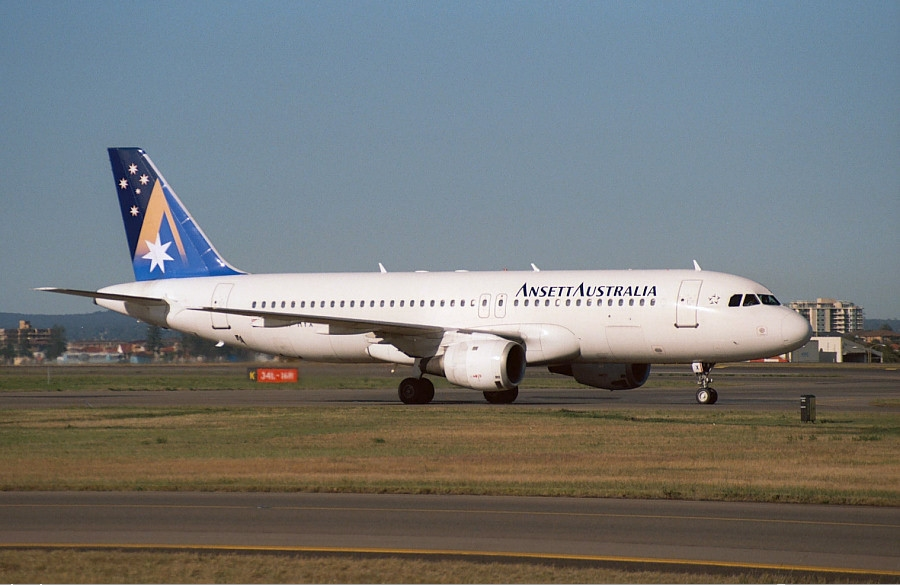
エアバスA320-200
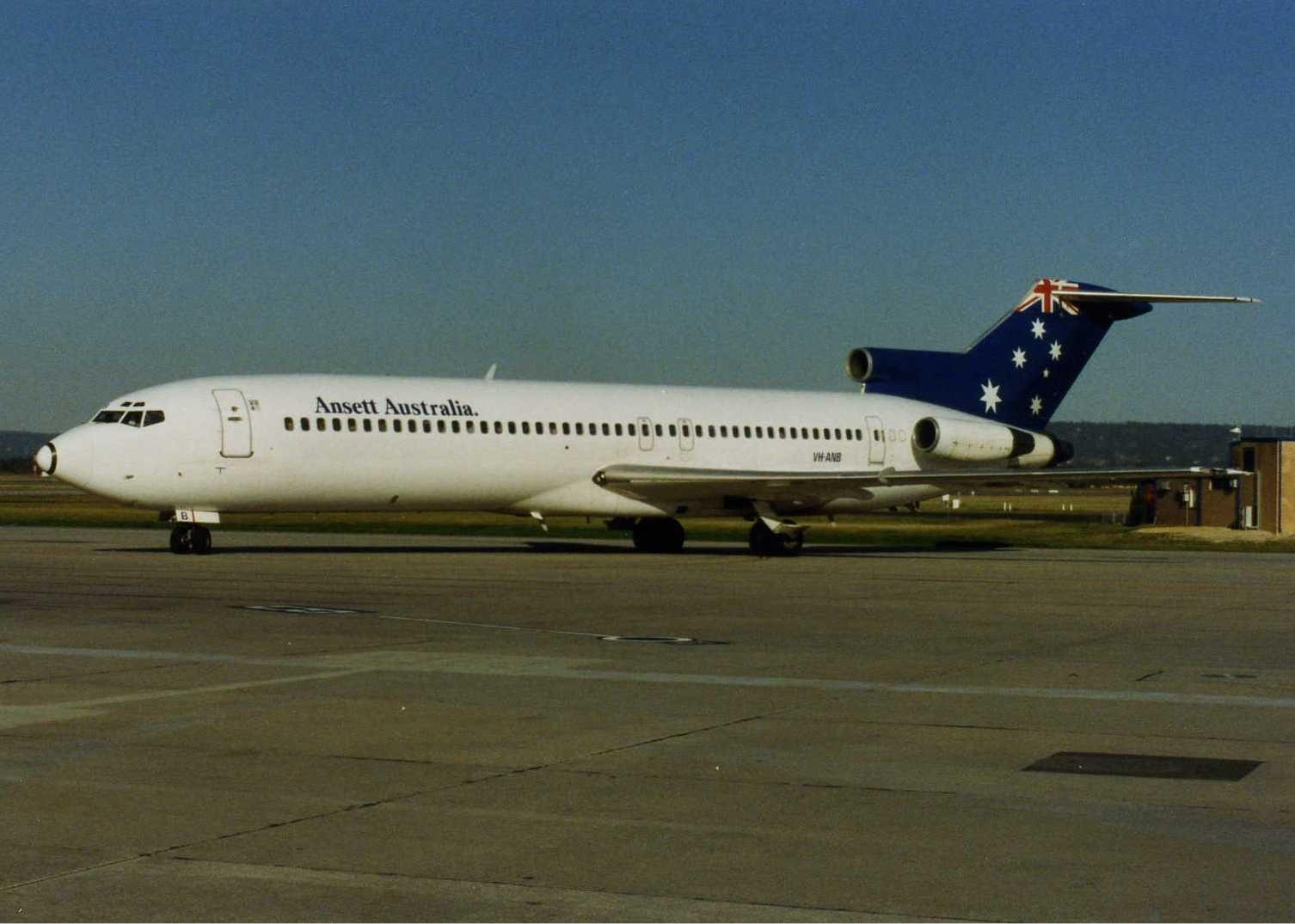
ボーイング727-200
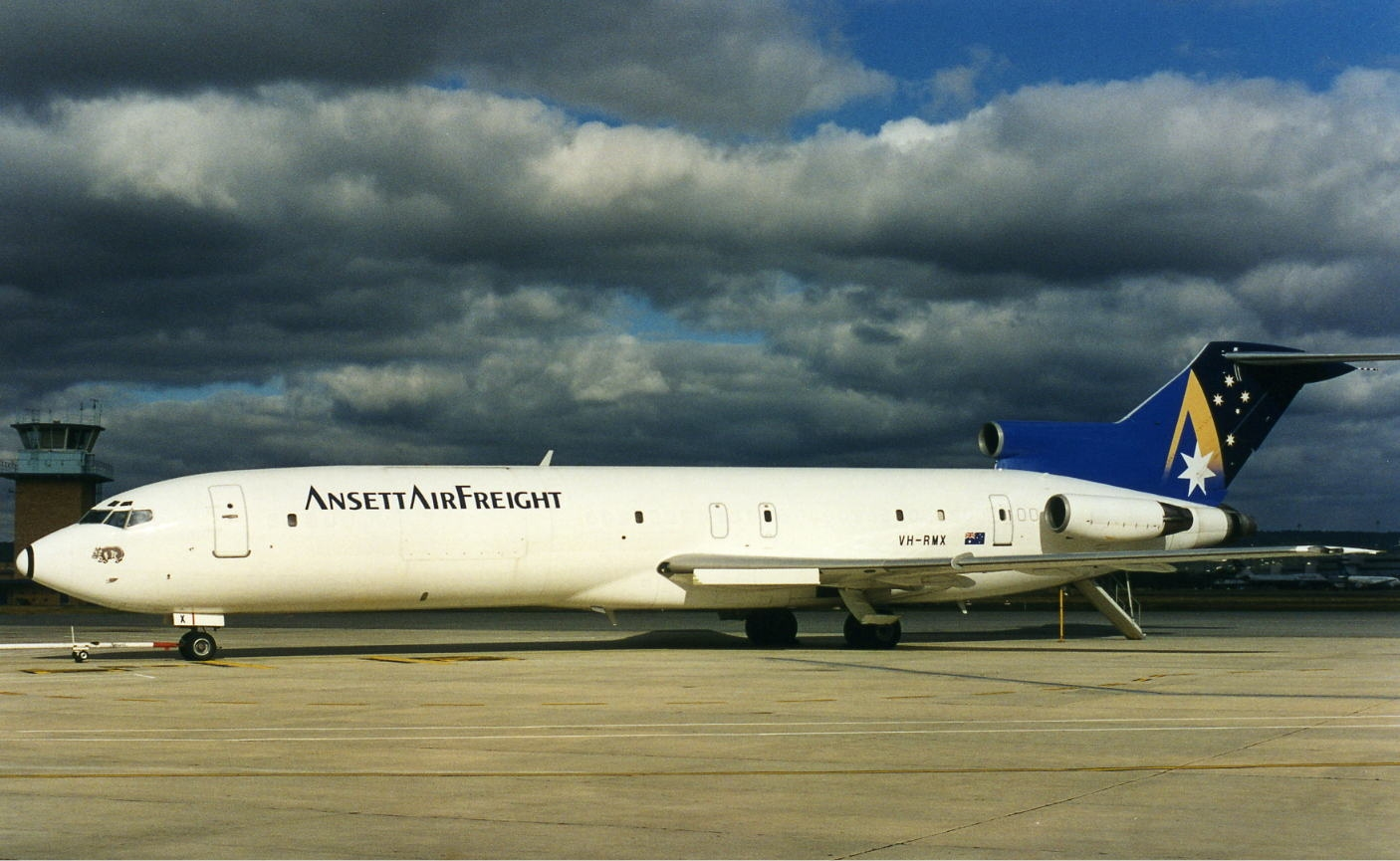
ボーイング727-200F
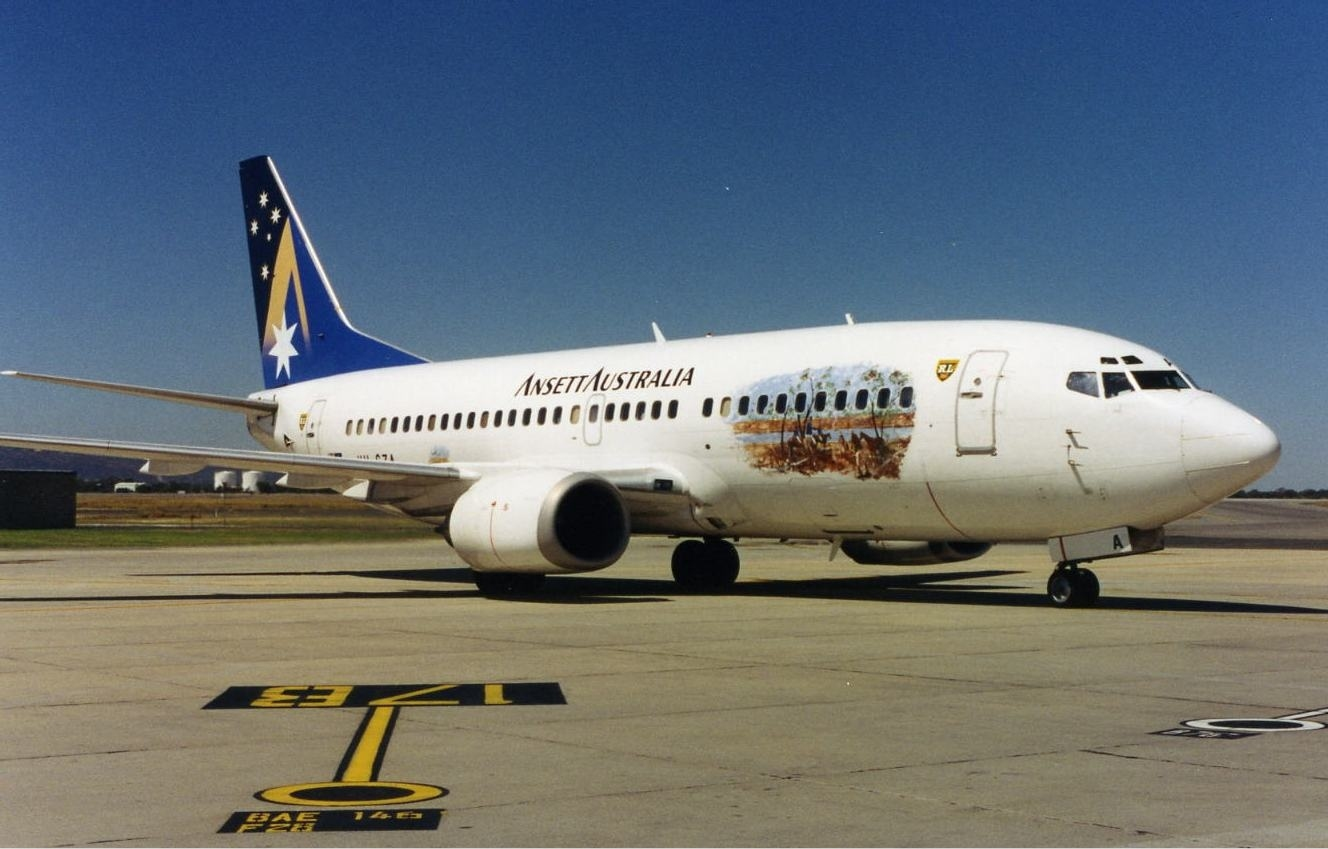
ボーイング737-300
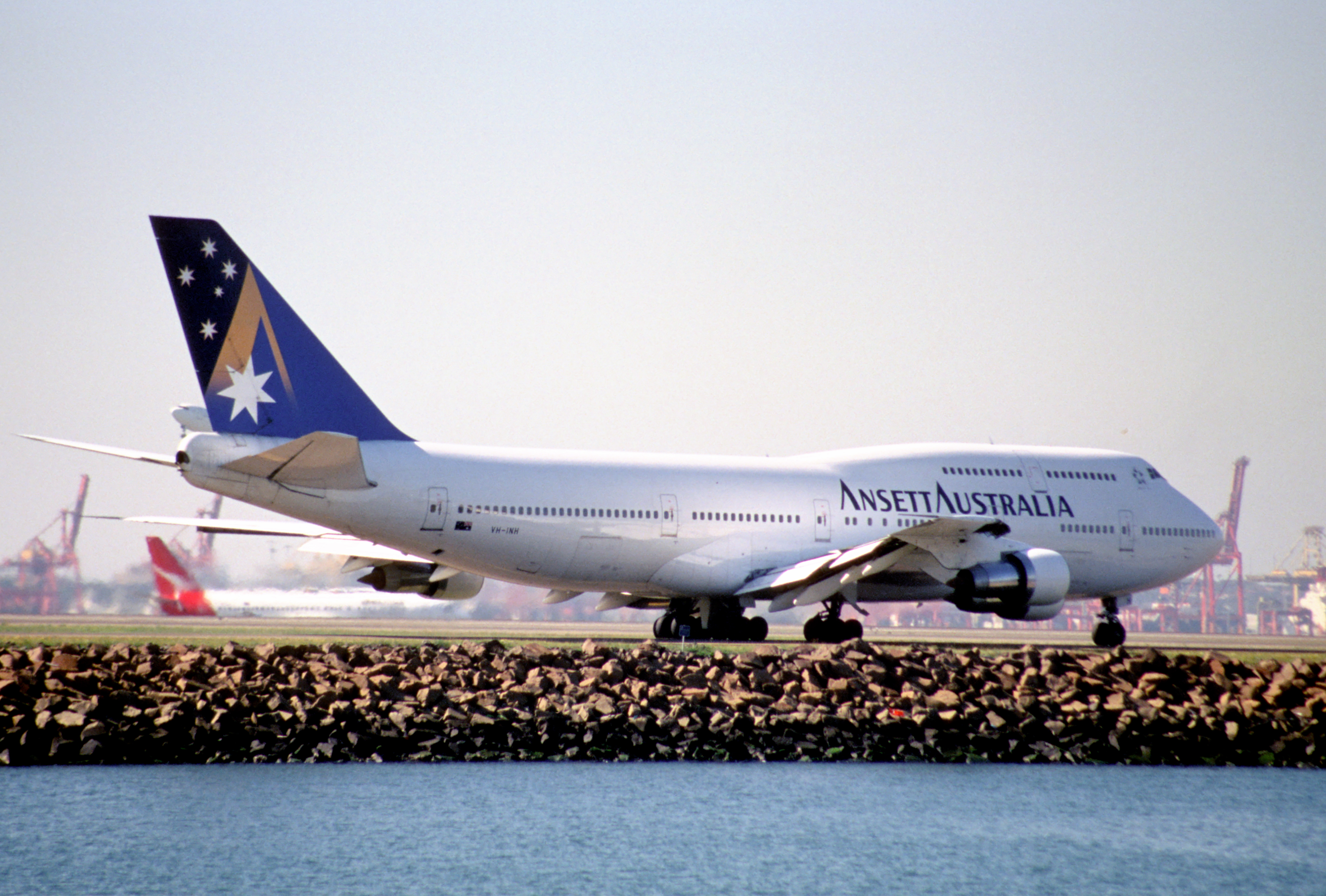
ボーイング747-300
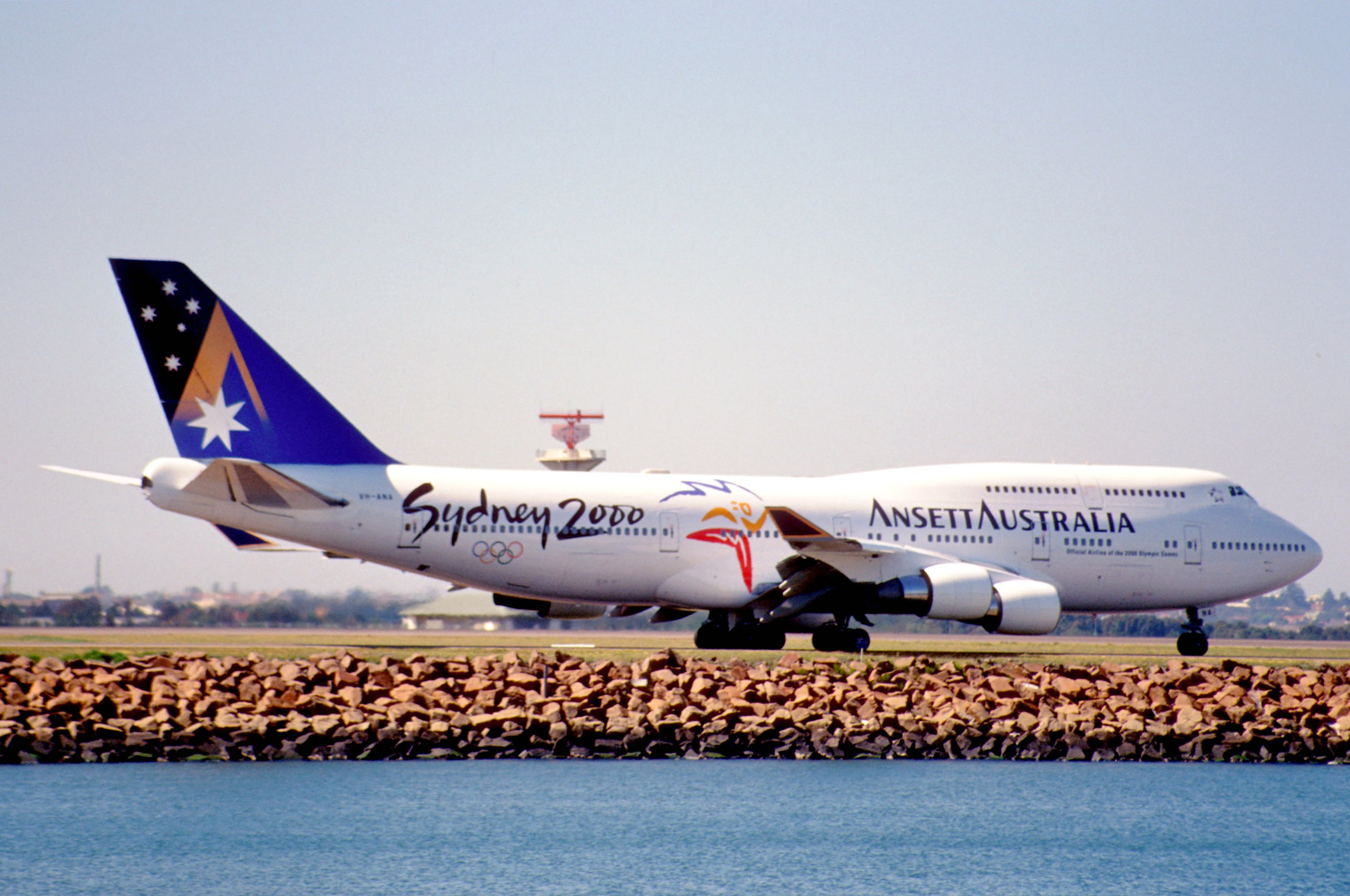
ボーイング747-400
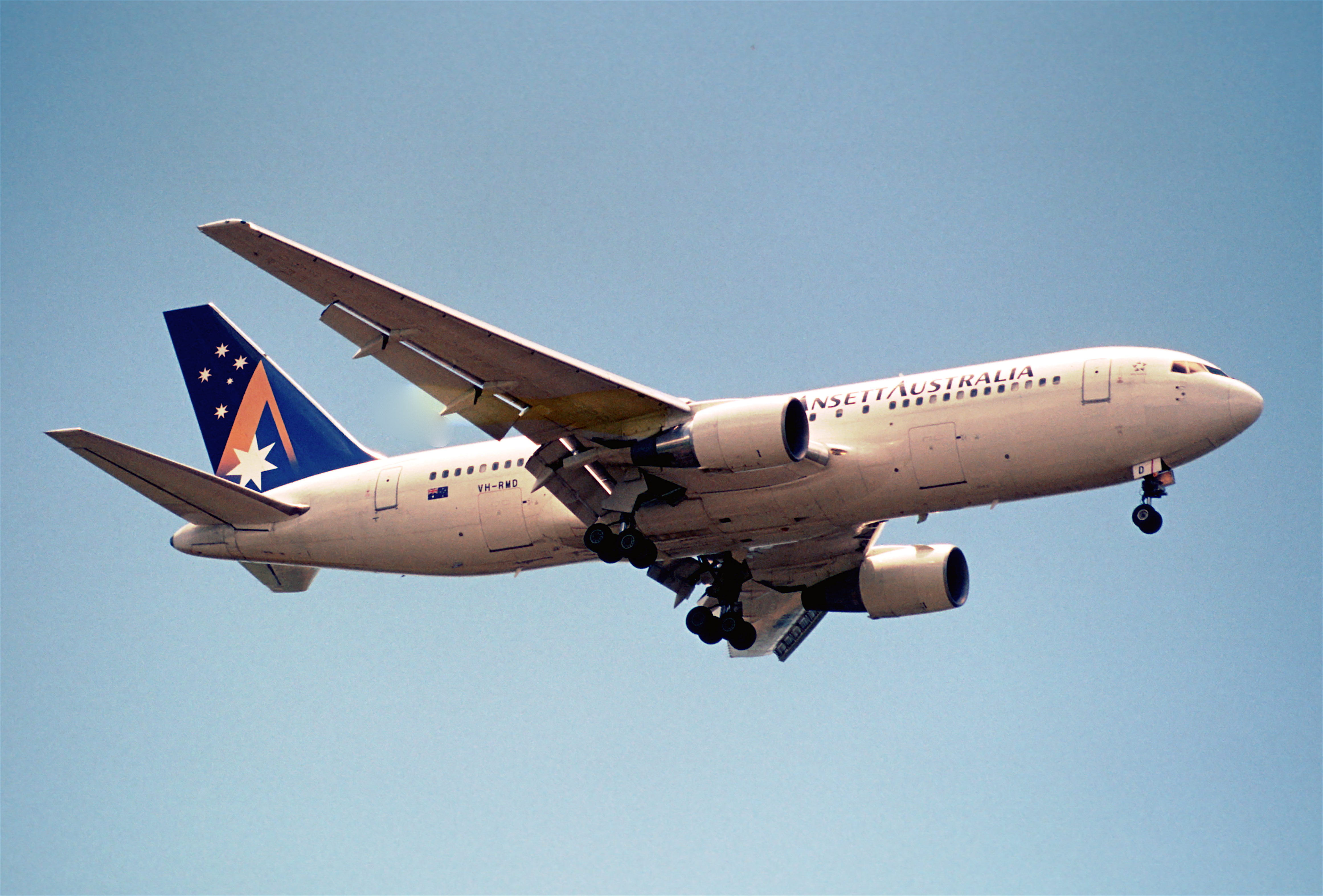
ボーイング767-200
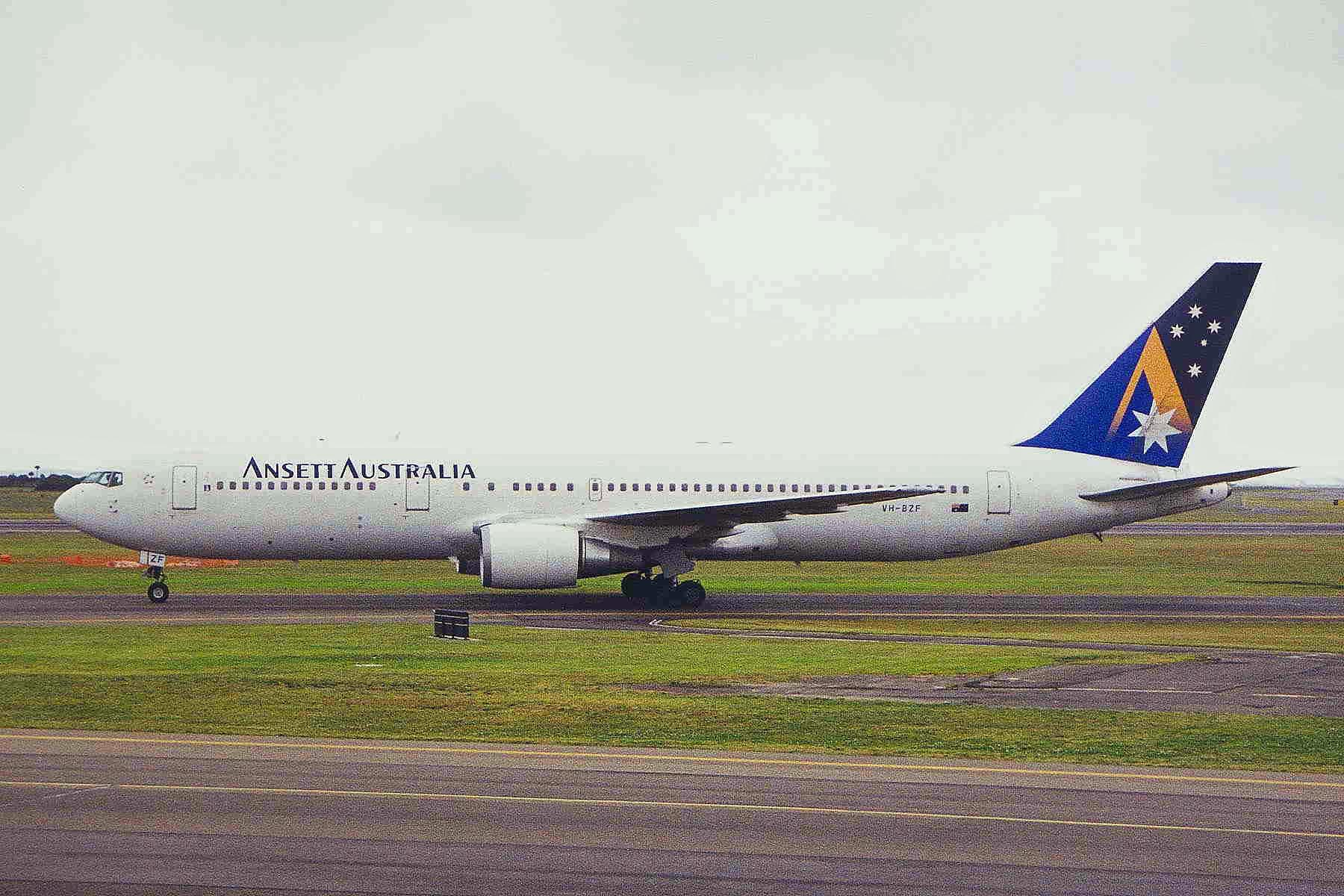
ボーイング767-300ER